# Stadsprijs Geraardsbergen 1990
De 59e editie van de Belgische wielerwedstrijd Stadsprijs Geraardsbergen werd verreden op 29 augustus 1990. De start en finish vonden plaats in Geraardsbergen. De winnaar was Dirk Heirweg, gevolgd door Adrie van der Poel en Guido Eickelbeck.

## Uitslag
| Stadsprijs Geraardsbergen 1990 |                    |                     |      |
| Plaats                         | Naam               | Ploeg               | Tijd |
| Winnaar                        | Dirk Heirweg       | S.E.F.B.-Saxon-Gan  |      |
| 2                              | Adrie van der Poel | Weinmann-SMM-Ulster |      |
| 3                              | Guido Eickelbeck   | Team Stuttgart      |      |

1912 · 1913 · 1914–1919 · 1920 · 1921–1926 · 1927 · 1928–1932 · 1933 · 1934 · 1935 · 1936 · 1937 · 1938 · 1939 · 1940 · 1941 · 1942 · 1943 · 1944 · 1945 · 1946 · 1947 · 1948 · 1949 · 1950 · 1951 · 1952 · 1953 · 1954 · 1955 · 1956 · 1957 · 1958 · 1959 · 1960 · 1961 · 1962 · 1963 · 1964 · 1965 · 1966 · 1967 · 1968 · 1969 · 1970 · 1971 · 1972 · 1973 · 1974 · 1975 · 1976 · 1977 · 1978 · 1979 · 1980 · 1981 · 1982 · 1983 · 1984 · 1985 · 1986 · 1987 · 1988 · 1989 · 1990 · 1991 · 1992 · 1993 · 1994 · 1995 · 1996 · 1997 · 1998 · 1999 · 2000 · 2001 · 2002 · 2003 · 2004 · 2005 · 2006 · 2007 · 2008 · 2009 · 2010 · 2011 · 2012 · 2013 · 2014 · 2015 · 2016 · 2017 · 2018 · 2019 · 2020 · 2021 · 2022 · 2023 · 2024  · 2025